# حسین شیعان
حسین شیعان (زادهٔ ۲۳ مهٔ ۱۹۸۹) یک بازیکن فوتبال اهل عربستان سعودی است.
از باشگاه‌هایی که در آن بازی کرده‌است می‌توان به النصر عربستان، الشباب عربستان، الهلال عربستان اشاره کرد.

## تیم ملی
وی همچنین در تیم ملی فوتبال زیر 23 سال عربستان سعودی بازی کرده است.